# Marquès de Cabanes
El títol de Marquès de Cabanes és un títol nobiliari espanyol creat el 30 de gener de 1922 pel rei Alfonso XIII a favor de Josep Garriga-Nogués i Roig, destacat financer, lligat a la Banca Garriga-Nogués que fou president de l'Associació de Banquers de Barcelona.
La seva denominació fa referència a la localitat valenciana de Cabanes (Plana Alta). El panteó familiar és al Cementiri del Poblenou de Barcelona (Dep. I, illa 4, panteó 20).

## Marquesos de Cabanes
|                          | Titular                               | Període                  |
| Creació per Alfonso XIII | Creació per Alfonso XIII              | Creació per Alfonso XIII |
| ------------------------ | ------------------------------------- | ------------------------ |
| I                        | Josep Garriga-Nogués i Roig           | 1922-1935                |
| II                       | Josep Garriga-Nogués i Garriga-Nogués | 1956- 1986               |
| III                      | Josep Garriga-Nogués i Marcet         | 1986-2008                |
| IV                       | Josep Garriga-Nogués i Gonzalo        | 2008-2014                |
| V                        | Borja Garriga-Nogués i Gonzalo        | 2014 - Actual            |

## Història dels Marquesos de Cabanes
- Josep Garriga-Nogués i Roig, I marquès de Cabanes.

1. Va casar amb Maria del Pilar Garriga-Nogués i Coll. El succeí el seu fill:

- Josep Garriga-Nogués i Garriga-Nogués, II marquès de Cabanes.

1. Va casar amb Maria del Carme Marcet i Soler. El succeí el seu fill:

- Josep Garriga-Nogués y Marcet, III marquès de Cabanes.

1. Va casar amb Carmen María Gonzalo Álvarez. El succeí el seu fill:

- Josep Garriga-Nogués i Gonzalo, IV marquès de Cabanes.

1. Va casar amb María José Buira Pérez. El succeí el seu germà

- Borja Garriga-Nogués Gonzalo, V marquès de Cabanes.